# کالیفرنیا سیتی (کالیفرنیا)
کالیفرنیا سیتی (به انگلیسی: California City) شهری در شهرستان کرن ایالت کالیفرنیا است که در سرشماری سال ۲۰۱۰ میلادی، ۱۴۱۲۰ نفر جمعیت داشته است.